# Tour KOAS
La tour KOAS ou tour de Kangas (finnois : Kankaantorni) est un bâtiment construit à Kangas dans le quartier de Tourula à Jyväskylä en Finlande. 

## Présentation
Sa construction s'est achevée en 2018.

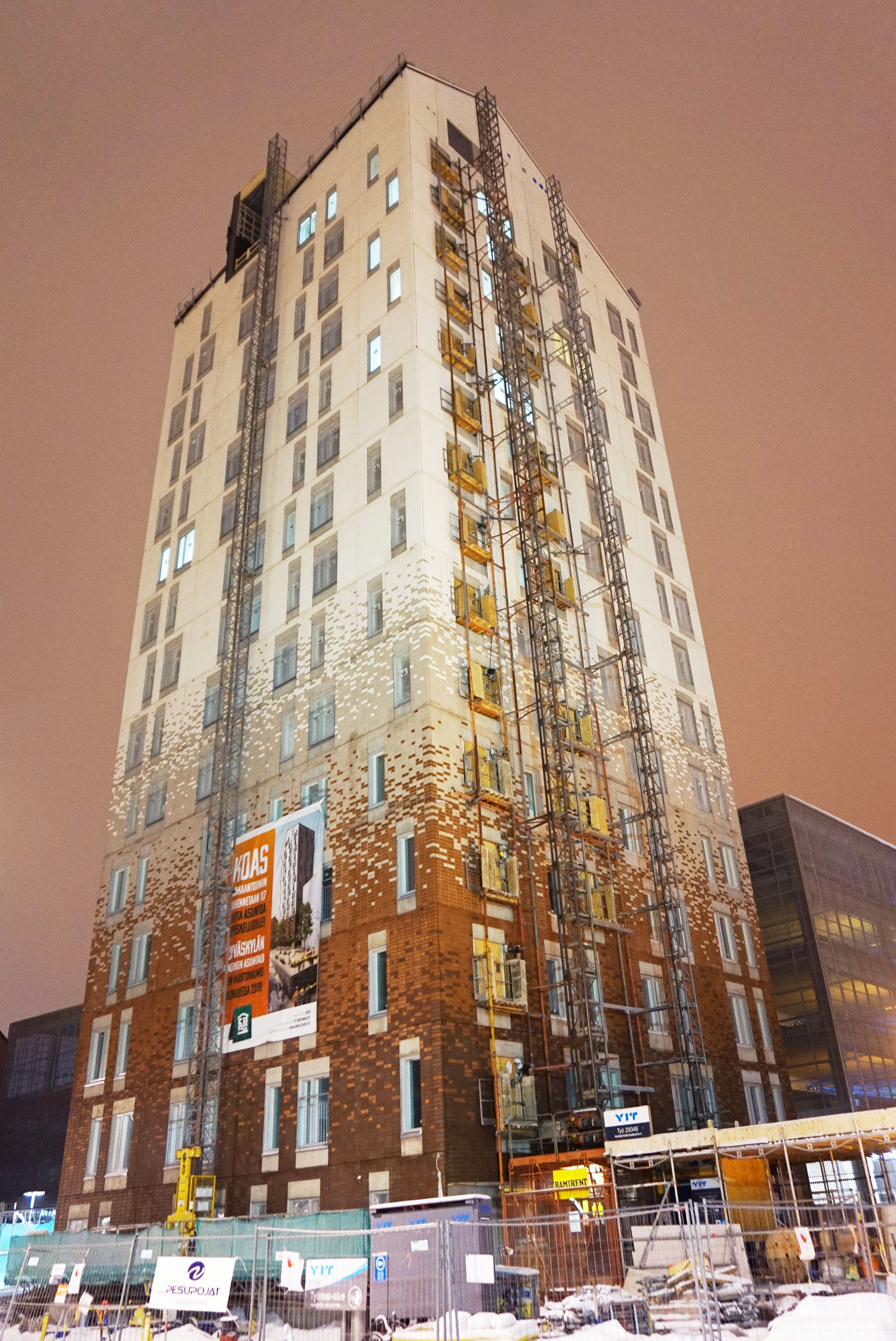
La tour en janvier 2018.

La tour KOAS est la plus haute résidence étudiante de Finlande et le plus haut bâtiment résidentiel de Jyväskylä. 
Le bâtiment compte 16 étages et 117 appartements.
La tour est située à l'emplacement de l'ancienne usine de papier de Kangas, où une nouvelle zone résidentielle et d'entreprises est en construction jusqu'à 2040.
La tour KOAS est un point de repère de Kangas et est très visible dans tout le paysage urbain de Jyväskylä,.